# Jewett (Illinois)
Jewett é uma vila localizada no estado americano de Illinois, no Condado de Cumberland.

## Demografia
Segundo o censo americano de 2000, a sua população era de 232 habitantes.
Em 2006, foi estimada uma população de 227, um decréscimo de 5 (-2.2%).

## Geografia
De acordo com o United States Census Bureau tem uma área de
2,6 km², dos quais 2,6 km² cobertos por terra e 0,0 km² cobertos por água.

## Localidades na vizinhança
O diagrama seguinte representa as localidades num raio de 16 km ao redor de Jewett.